# Narcocorrido
Narcocorrido är en typ av ballad som sjungs i Mexiko, och handlar om narkotikahandel. Sångerna har funnits sedan 1970-talet, och har blivit särskilt uppmärksammade genom drogkriget i Mexiko.